# José María França
José María França Rigamonti (Paysandú, Uruguay, 16 de octubre de 1901-Montevideo, Uruguay, 9 de diciembre de 1989), fue un magistrado uruguayo, quien se desempeñó como miembro del Tribunal de lo Contencioso Administrativo de su país entre 1962 y 1971.

## Primeros años
Nació en Paysandú el 16 de octubre de 1901,hijo de José Francisco França y de Elodia Rigamonti. 
Cursó estudios en la Facultad de Derecho de la Universidad de la República hasta graduarse como abogado en 1927.

## Juez de Paz en el interior
En mayo de 1935 ingresó a la carrera judicial al ser designado Juez de Paz de la 2° sección judicial de Maldonado, con sede en San Carlos.
En mayo de 1936 fue trasladado al Juzgado de Paz de la 1° sección judicial de Rocha, con sede en Rocha.

## Juez Letrado en el interior
En diciembre de 1936 fue ascendido al cargo de Juez Letrado de Cerro Largo.
En junio de 1939 fue trasladado al Juzgado Letrado de Coloniay en octubre de 1941 nuevamente al Juzgado Letrado de San José.

## Juez Letrado en la capital
En junio de 1942 fue ascendido a cumplir funciones en Montevideo, como Juez Letrado de Instrucción de 1er Turno.
En 1949 pasó a desempeñarse como Juez Letrado en lo Civil de Sexto Turno.

## Tribunal de Apelaciones
En agosto de 1954 recibió un nuevo ascenso al ser nombrado miembro del Tribunal de Apelaciones en lo Civil de Segundo Turno,en el que permaneció durante siete años y medio.

## Tribunal de lo Contencioso Administrativo
El 28 de febrero de 1962 la Asamblea General lo designó, por 88 votos, como miembro del Tribunal de lo Contencioso Administrativo (TCA), junto a Alberto Sánchez Rogé, José María Piñeyro, Carlos Durán Rubio y Juan Carlos Nario.Prestó juramento el mismo día.
Dicho tribunal se encontraba completamente desintegrado luego del cese de quienes habían conformado su primera integración en 1952, Eliseo Bordoni Posse, Fermín Garicoits, Carlos María Larghero, Raúl Moretti y Roberto Zubillaga. 
Ocupó la Presidencia del TCA durante el año 1964,y nuevamente en 1971.
Cesó en su cargo en el mencionado Tribunal, tras casi diez años en el mismo, en octubre de 1971, al alcanzar los 70 años, edad establecida como límite para integrar el Tribunal de lo Contencioso Administrativo según el artículo 308 de la Constitución, que se remite en cuanto a las condiciones para ocupar dicho cargo a las previstas para los miembros de la Suprema Corte de Justicia. Fue el segundo ministro en la historia del TCA en retirarse por dicha causal, después de Piñeyro en 1966.
El cargo que dejó vacante fue cubierto en enero de 1972 con el ingreso de Arturo Figueredo en su calidad de ministro más antiguo de los Tribunales de Apelaciones, como lo preveía la Constitución de 1967.

## Vida personal. Fallecimiento
Contrajo matrimonio en 1930 con Mercedes Caravia Anza,con quien tuvo tres hijos, José Francisco (1931),quien ocuparía un cargo en el Consejo de Estado desde 1973, Marta Elodia (1933)y Raúl Agustín (1939) França Caravia. 
José María França falleció en Montevideo el 9 de diciembre de 1989, a los 88 años de edad.